# Caligine (mitologia)
Caligine (in greco antico Ἀχλύς, Achlys) è una divinità primigenia che appare raramente nella mitologia e nella letteratura greca.

## Fonti primarie
Una delle poche menzioni di Caligine appare nella Genealogia di Igino (opera di cui si conserva solo un frammento comunemente posto come prefazione delle sue Fabulae), dove viene descritta come l'entità che generò dapprima Caos, poi, assieme ad esso, Notte, Giorno (Emera), Erebo ed Etere.
ex Chao et Caligine Nox Dies Erebus Aether.»
(Igino,  Fabulae, Prefazione, libro I, vv. 1-2)
Mentre nella continuazione della sua Genealogia Igino si rifà chiaramente alla Teogonia di Esiodo, i due versi iniziali potrebbero derivare, secondo lo storico Jan N. Bremmer, da un poema cosmogonico di Alcmane, ora perduto. Si noti, per inciso, che le Fabulae di Igino tendono ad essere considerate un vero manuale mitologico a uso scolastico, ligio a fonti greche e importante per la ricostruzione di tragedie greche ora perdute.
L'idea che il Cosmo fosse generato dalla "Caligine" (intesa come "la nebbiosa Oscurità" oppure "l'Oscurità"), rimane un concetto che trova pochi riscontri nella mitologia greca. Viceversa, nella mitologia egizia appare Kuk, facente parte dell'ogdoade assieme alla sua paredra Keket e che rappresenta l'oscurità iniziale. 
L'Oscurità primeva appare anche nel poema in tardo greco ora noto come Cosmogonia di Strasburgo, quasi certamente avente origine a Ermopoli, come la ben più antica ogdoade. Anche il greco Filone Erennio riporta che il fenicio Sanconiatone descriveva "l'aria oscura e il viscido caos" come le due entità primigenie, sebbene non sono pervenute altre fonti che possano testimoniare la diffusione di tale concetto nella mitologia fenicio-ugaritica.
Longino nel Trattato del Sublime fa intervenire la Caligine assieme alla Notte infinita a confondere i greci in battaglia a Troia; sebbene nell'opera di Longino non sia specificato se le due entità siano divinità personificate, tale menzione è ritenuta da Giovanni Battista Cotta come una descrizione di Caligine quale dea a tutti gli effetti, definendola "terribile".